# Équipe cycliste PDM
PDM est une ancienne équipe cycliste néerlandaise ayant existé de 1986 à 1992.
L'équipe a été parrainé par Philips Dupont Magnetics, une coentreprise entre la société Philips Electronics et l'entreprise chimique DuPont.

## Historique
Roy Schuiten était le manager de l'équipe et Jan Gisbers a été directeur sportif de l'équipe en 1986. L'année suivante, Jan Gisbers a pris la relève comme chef d'équipe, un poste qu'il a conservé jusqu'en 1992. Gisbers a été rejoint ensuite par Piet van der Kruijs et Ferdi Van den Haute. L'équipe réussissait bien dans les classiques et courses par étapes comme le Tour de France où l'équipe a eu un coureur deuxième au classement général, à deux reprises, en 1987 avec Pedro Delgado et en 1988 avec Steven Rooks. L'équipe a remporté le classement par équipes au Tour de France en 1988 et 1989. Le cycliste Steven Rooks était deuxième au classement général du Tour de France 1988 derrière son ancien coéquipier Pedro Delgado, quand Theunisse fut testé positif à la testostérone et il reçut une dizaine de minutes de pénalité. Au cours du Tour de France 1991 toute l'équipe s'est retirée , ses dirigeants évoquant tout à tour la climatisation défectueuse de l'hôtel, une prétendue intoxication alimentaire dans un autre hôtel ou les  boissons de course infectées par la salmonelle. En réalité, il s'agissait probablement d'injection d'Intralipide (en) mal conservée, comme l'annonce l'équipe PDM deux semaines plus tard ou une ingestion massive d'EPO. Dix jours après cette affaire, le médecin de l'équipe Wim Sanders est licencié, remplacé par Eric Rijkaert (en), docteur controversé qui réapparaîtra lors de l'affaire Festina. L'équipe a continué pendant encore un an avant que le sponsor se retire du monde du vélo.
En janvier 2013, le journal néerlandais Volkskrant publie des copies de pages du cahier de Bertus Fok écrit lors du Tour de France 1988. Fok était alors le soigneur de l'équipe PDM-Concorde. Dans ce carnet, il est noté que sept des huit coureurs de l'équipe PDM du Tour de France 1988 utilisaient des substances interdites. Il est détaillé les substances administrées aux coureurs : cortisone, testostérone et dopage sanguin,.

## Principaux coureurs
- Gerrie Knetemann
- Steven Rooks
- Gert-Jan Theunisse
- Adrie van der Poel
- Erik Breukink
- Maarten den Bakker
- Jean-Paul van Poppel
- Greg LeMond
- Sean Kelly
- Peter Van Petegem
- Pedro Delgado
- Raúl Alcalá

## Principales victoires
- Tour de France 1989 Classement par points
- Championnats des Pays-Bas de cyclisme  1997
- Championnats de Suisse de cyclisme  1987
- Championnats d'Allemagne de cyclisme  1991
- Amstel Gold Race 1986
- Paris-Tours 1987
- Championnat de Zurich 1988
- Classique de Saint-Sébastien 1988, 1992
- Liège-Bastogne-Liège 1988, 1989
- Tour de Lombardie 1991
- Grand Prix de Wallonie 1986, 1992
- Tour de Luxembourg 1986
- Paris-Bruxelles 1987
- Étoile de Bessèges 1988
- Grand Prix de la Libération 1990